# 週末脫單社
《週末脫單社》（英語：Singles Club），為Youtube綜藝頻道「玩家製造所」所推出的戀愛綜藝實境網路節目。製作組尋找6位單身男女加入週末脫單社，並在每週的配對遊戲中進行互動，贏家可指定對象與他單獨約會，如果最終配對成功，即可獲得讓戀情升溫，進一步決定是否交往的浪漫之旅。節目於2022年3月11日首播。

## 節目內容
週末脫單社在眾多報名者中，海選出6名優質單身男女，年齡區間界於21歲到27歲，展開為期8個週末的愛情遊戲，每次的遊戲獲勝者可選擇想要約會的對象進行單獨約會，贏家可以轉夢中情輪抽取約會基金，並依據指定關鍵字自由決定行程內容。過程中有加速心跳的浪漫橋段，也有殘酷揪心的多角關係，6位成員將挑戰最終的配對。

## 參與者

### 第一季
| 姓名   | 性別 | 公開之個人資訊 | 職業         | 年齡 |
| ------ | ---- | -------------- | ------------ | ---- |
| 成炘   | 男   |                | 健身教練     | 27歲 |
| 姚冠宇 | 男   |                | 音樂監製助理 | 27歲 |
| 吳信翰 | 男   |                | 表演工作者   | 27歲 |
| 方宣凝 | 女   |                | 平面模特     | 25歲 |
| 吳艾庭 | 女   |                | 模特         | 21歲 |
| 陳雨書 | 女   |                | 學生         | 21歲 |

## 各集介紹

### 第一季
| 播出日期      | 集數 | 標題                                                               | 來賓                 | 備註 |
| ------------- | ---- | ------------------------------------------------------------------ | -------------------- | ---- |
| 2022年3月11日 | 1    | 初次見面你會誠實還是保留？破冰大使焦凡凡搶先暈船                   | 焦凡凡               |      |
| 2022年3月18日 | 2    | 【約會篇】呆萌女學霸與健身葛格初次約會！他霸氣承諾「以後都會選妳」 |                      |      |
| 2022年3月25日 | 3    | 心跳加速的「身體接觸遊戲」！摸胸肌、互抱後感情線出現大逆轉？       |                      |      |
| 2022年4月1日  | 4    | 【約會篇】女友視角甜蜜餵食 背後環抱射氣球心動指數飆升              |                      |      |
| 2022年4月8日  | 5    | 女成員強勢進攻差點「摸到」重點部位 驚險插曲親嘴！？                |                      |      |
| 2022年4月15日 | 6    | 【約會篇】甜蜜牽手不小心跌進懷裡 他承諾「以後常帶你來玩」          |                      |      |
| 2022年4月29日 | 7    | 高顏值新成員加入「愛瓦隆」心機戰局 兄弟同台競爭即將血流成河？      | 林羿禎、豫花花、宇威 |      |
| 2022年5月6日  | 8    | 「不喜歡就淘汰」男女成員將換血？新成員介入阿炘出現感情危機？       | 林羿禎、豫花花、宇威 |      |
| 2022年5月13日 | 9    | 【約會篇】甜蜜拍貼冠宇臉上笑意藏不住！彼此更進一步傾訴內心話       |                      |      |
| 2022年5月20日 | 10   | 命理大師曝最終配對結果？電臀、辣張M字腿爭取拿下最後約會            | 簡少年               |      |
| 2022年5月27日 | 11   | 【約會篇】火花CP彈琴合唱確認心意 冠宇直球告白「最想跟你約會」      |                      |      |
| 2022年5月30日 | 12   | 【約會篇】曾想淘汰信翰的雨書 約會後竟大改觀曝驚人秘辛？            |                      |      |
| 2022年6月3日  | 13   | 選前之夜（上）- 包棟火熱開戰！躺胸口抱睡、聞遍全身羞喊：受不了啦！ |                      |      |
| 2022年6月10日 | 14   | 選前之夜（下）- 酒後真心話戳到痛處？直接爆氣一發不可收拾           |                      |      |
| 2022年6月17日 | 15   | 最終配對揭曉！CP甜吻告白『正式交往』第一天？                       | 移動岑寶             |      |

## 播出時間

### 第一季首播
| 平台    | 所在地 | 播出時間     | 播出日期        |
| Youtube | 臺灣   | 每週五 18:30 | 2022年3月11日起 |

## 來源
1. ↑  . TTshow台灣達人秀.   [2022-03-25].
2. ↑  . 八大電視娛樂百分百.   [2022-05-01]. （原始内容存档于2022-07-12）.
3. ↑  . 觸mii.   [2022-04-01]. （原始内容存档于2022-07-17）.

## 外部連結
- 玩家製造所的Instagram帳戶
- YouTube上的《週末脫單社》節目完整版播放列表